# کلر کانسونی
کلر کانسونی (انگلیسی: Chiara Consonni؛ زادهٔ ۲۴ ژوئن ۱۹۹۹) دوچرخه‌سوار اهل ایتالیا است.
وی در مسابقات کشوری و بین‌المللی در مجموع برندهٔ ۱۰ مدال طلا، ۲ مدال نقره، ۱ مدال برنز شده‌است.